# Sântioana de Mureș, Mureș

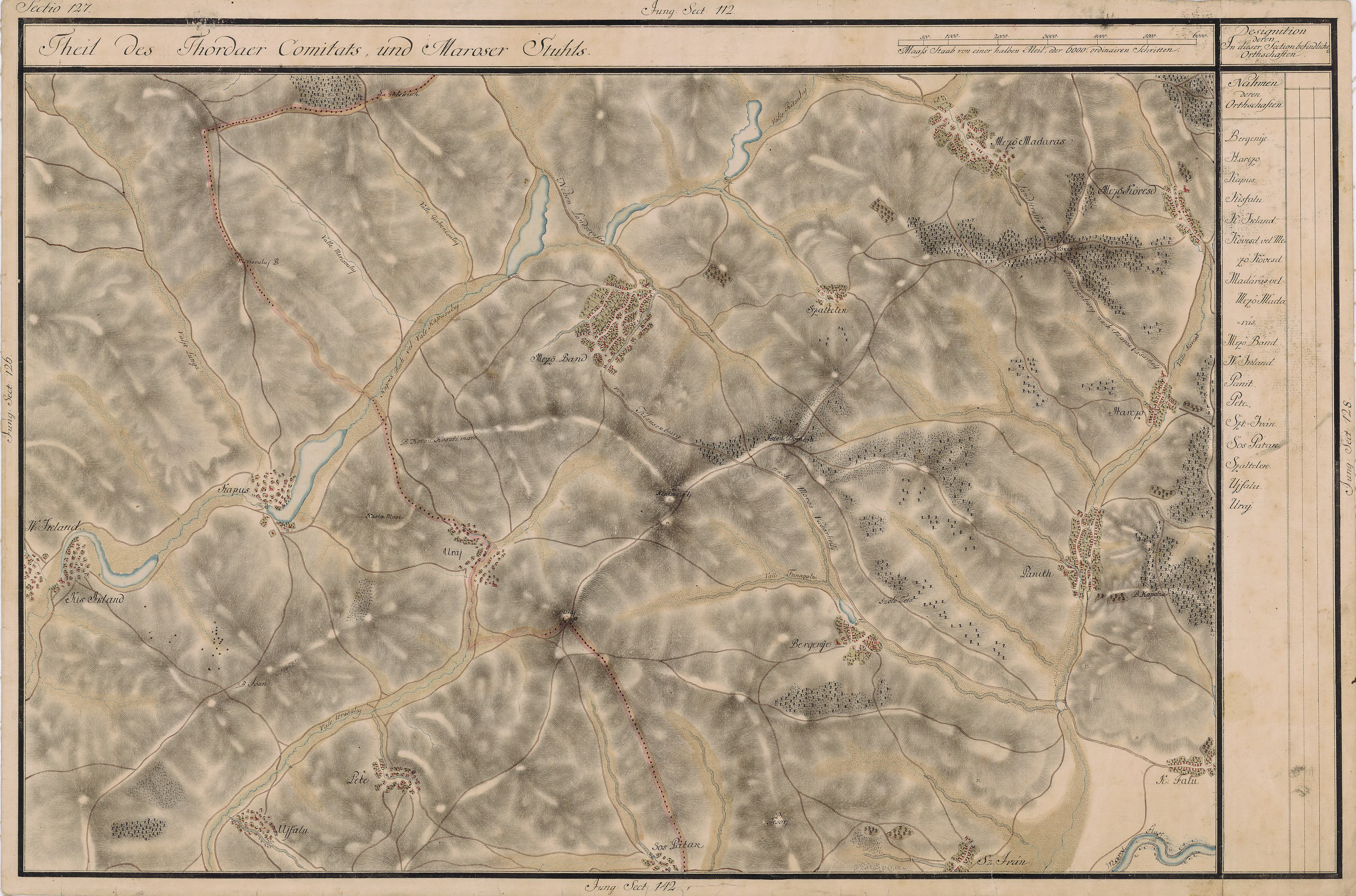
Sântioana de Mureș pe Harta Iosefină a Transilvaniei, 1769-73

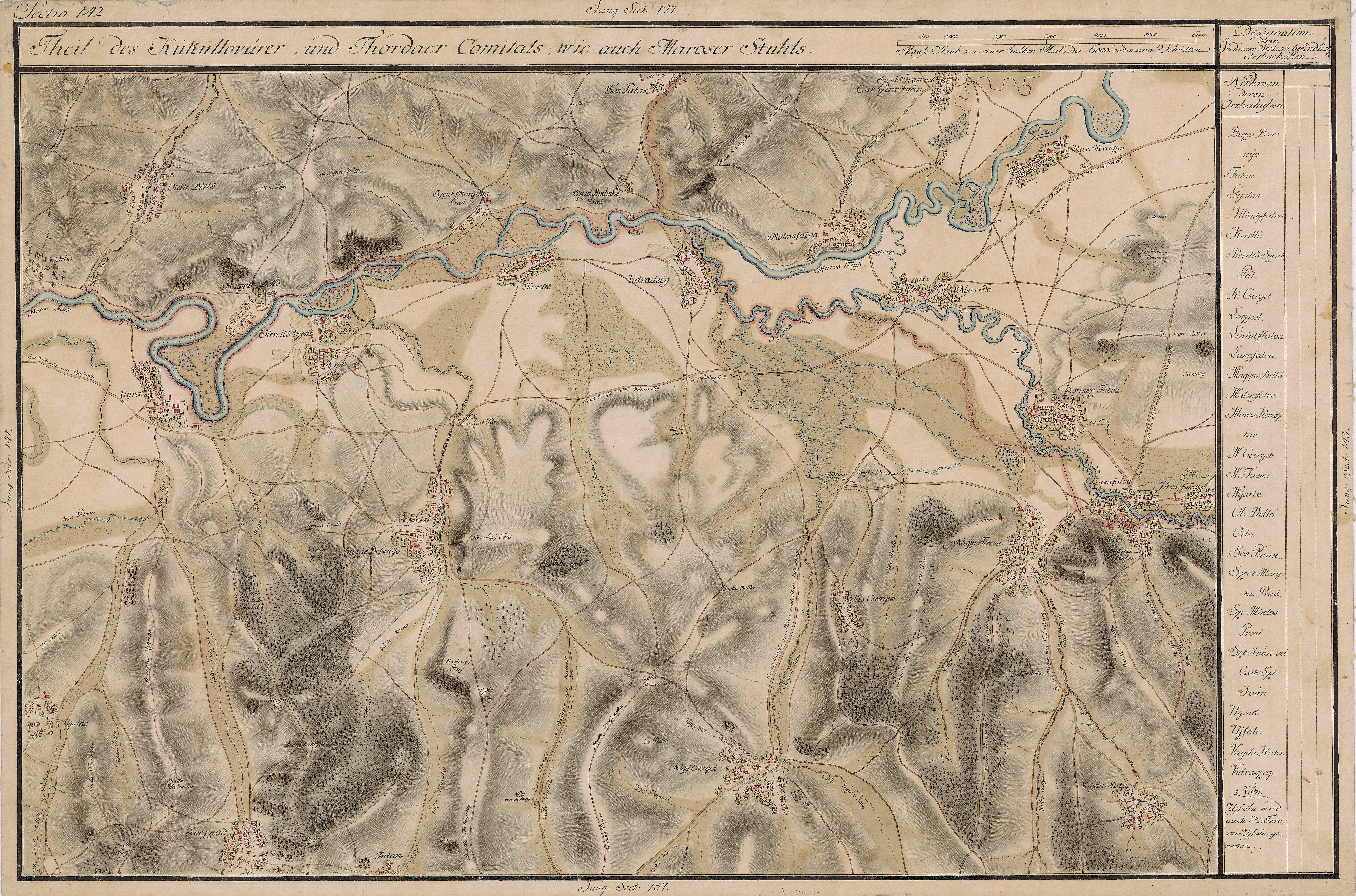

Sântioana de Mureș (în maghiară Csittszentiván) este un sat în comuna Pănet din județul Mureș, Transilvania, România.

## Istoric
Pe Harta Iosefină a Transilvaniei din 1769-1773 (Sectio 127), localitatea apare sub numele de „Szent Iván”.

## Obiective memoriale
Cimitirul Eroilor Români din Al Doilea Război Mondial este amplasat în spatele bisericii ortodoxe din localitate. A fost amenajat în anul 1944 și are o suprafață de 400 mp. În acest cimitir sunt înhumați 112 eroi români. 